# Glinojeck (gmina)
Glinojeck (dawniej gmina Młock) – gmina miejsko-wiejska w województwie mazowieckim, w powiecie ciechanowskim. W latach 1975–1998 gmina położona była w województwie ciechanowskim.
Siedziba gminy to Glinojeck.
Według danych z 30 czerwca 2004 gminę zamieszkiwało 8018 osób.

## Struktura powierzchni
Według danych z roku 2002 gmina Glinojeck ma obszar 153,49 km², w tym:
- użytki rolne: 58%
- użytki leśne: 32%

Gmina stanowi 14,44% powierzchni powiatu.

## Demografia

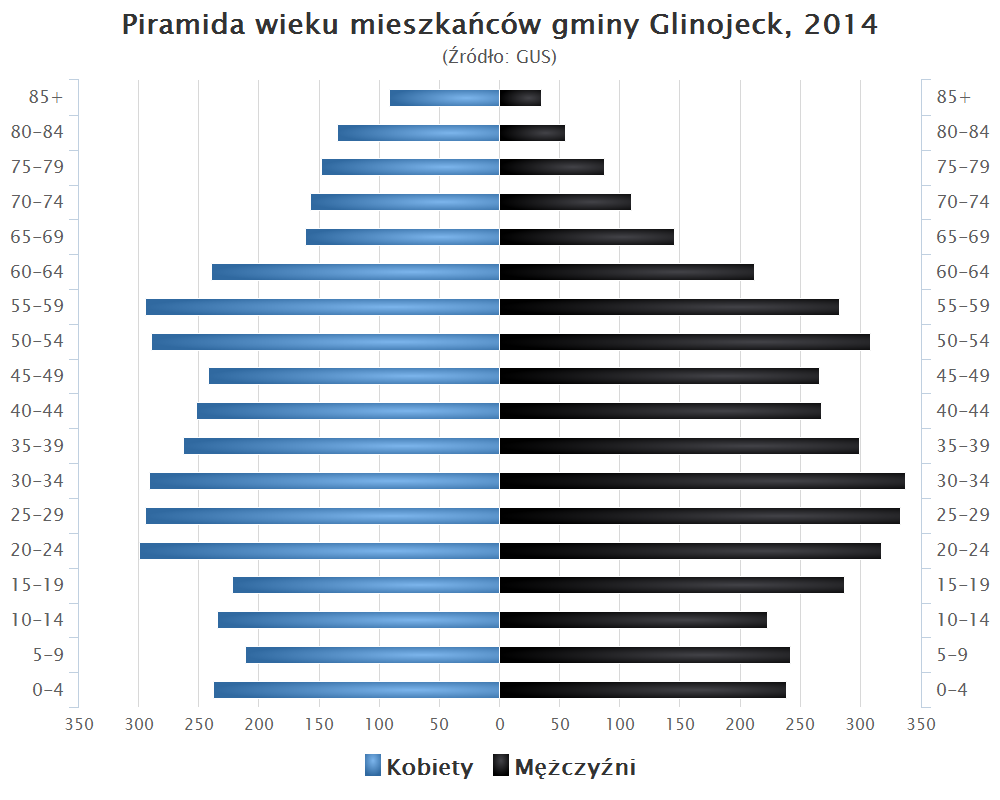
Piramida wieku mieszkańców gminy Glinojeck w 2014 roku

Dane z 30 czerwca 2004:
| Opis                              | Ogółem | Ogółem | Kobiety | Kobiety | Mężczyźni | Mężczyźni |
| --------------------------------- | ------ | ------ | ------- | ------- | --------- | --------- |
| jednostka                         | osób   | %      | osób    | %       | osób      | %         |
| populacja                         | 8018   | 100    | 4016    | 50,1    | 4002      | 49,9      |
| gęstość zaludnienia (mieszk./km²) | 52,2   | 52,2   | 26,2    | 26,2    | 26,1      | 26,1      |

## Sołectwa
Bielawy, Brody Młockie, Budy Rumockie, Dreglin, Dukt-Krusz, Faustynowo, Kondrajec Pański, Kondrajec Szlachecki, Kowalewko-Szyjki, Lipiny, Luszewo, Malużyn, Nowy Garwarz, Ogonowo, Ościsłowo, Płaciszewo, Rumoka, Sadek, Śródborze, Stary Garwarz, Strzeszewo, Sulerzyż, Wkra, Wola Młocka, Wólka Garwarska, Zalesie, Zygmuntowo, Żeleźnia
Miejscowości podstawowe nie posiadające statusu sołectwa:
Gałczyn, Juliszewo, Kamionka (osada leśna), Kondrajec Pański (osada leśna), Luszewo (osada leśna), Ościsłowo (SIMC 0114784), Ościsłowo (SIMC 0114790), Pieńki Faustynowskie, Stare Szyjki,
Części wsi: Działy, Huta, Janowo, Kamionka (osada wsi), Kolonia, Zawiłka

## Sąsiednie gminy
- Baboszewo
- Ciechanów
- Ojrzeń
- Raciąż
- Sochocin
- Strzegowo